# Дмитриев, Владимир Николаевич (скульптор)
Владимир Николаевич Дмитриев (27 октября 1947, Гомель — 30 января 2016, Таганрог) — российский скульптор.

## Биография
В 1975 году окончил Одесское художественное училище имени М. Б. Грекова по отделению «скульптура».
В 1976 году переехал в Таганрог. Преподавал в Таганрогской детской художественной школе. В 2007 году создал конкурсный проект памятника Фаине Раневской. Однако, проект Дмитриева не был реализован.
Принимал активное участие выставках Союза художников РФ. 
С июня 2009 года возглавлял Таганрогское отделение Союза художников РФ.
Жил и работал в Таганроге.

## Работы находятся в собраниях
- Таганрогский художественный музей, Таганрог.
- Галерея «Piter», Таганрог.

## Персональные выставки
- 2017 — «Владимир Дмитриев. Скульптура». Выставочный зал СХ России, Таганрог[8].

## Известные работы
- 2008 — Памятник Фаине Раневской (конкурсный проект)[5].
- 2013 — Барельефы часовни Казанской иконы Божьей Матери, Таганрог[1][9][10].